# آرماندو فرناندز
آرماندو فرناندز (آلمانی: Armando Fernández؛ زادهٔ ۱۱ مهٔ ۱۹۵۵) بازیکن واترپلو اهل آلمان بود.